# Episodi di Yu-Gi-Oh! 5D's
La serie animata di Yu-Gi-Oh! 5D's è stata trasmessa in Giappone dal 2 aprile 2008 su TV Tokyo ed è composta da 154 episodi. L'anime, che segue le avventure di Yusei Fudo nella Nuova Città di Domino, in Italia è stato trasmesso a partire dal 26 maggio 2009: le prime due stagioni sono andate in onda su Italia 1, la terza e la quarta sono state trasmesse in prima visione su Boing e successivamente replicate sempre su Italia 1 (da notare che la terza stagione è partita su Boing quando su Italia 1 non era ancora finita la seconda, entrambe in prima visione), invece l'ultima stagione è andata in onda in prima visione su Italia 1 a settembre 2016. Un episodio di questa stagione, il n° 139, è stato tralasciato a causa di un errore di programmazione, ed è rimasto inedito fino alla successiva riproposizione il 25 agosto 2017.

## Stagione 1
| Nº                                  | Titolo italiano Giapponese 「Kanji」 - Rōmaji - Traduzione letterale | In onda           | In onda        |
| Nº                                  | Titolo italiano Giapponese 「Kanji」 - Rōmaji - Traduzione letterale | Giapponese        | Italiano       |
| Arco della Fortune Cup (26 episodi) | |                   |                |
| 1                                   | Campione in carica 「ライディング・デュエル！アクセラレーション！」 - Raideingu・deyueru! Akuserareshon! – "Riding Duel! Acceleration!" | 2 aprile 2008     | 26 maggio 2009 |
| 2                                   | Le carte insetto 「パワーインセクトデッキ！蟻地獄の罠」 - Pawā insekuto dekki! Arijigoku no wana – "Il super deck degli insetti - La trappola del formicaleone" | 9 aprile 2008     | 28 maggio 2009 |
| 3                                   | Tre minuti per sfuggire 「脱出！ニトロ・ウォリアーVSゴヨウ・ガーディアン」 - Dasshutsu! Nitoro・Uoria VS Goyō・Gadeian – "Fuga! Nitro Guerriero VS Guardiano Goyo" | 16 aprile 2008    | 2 giugno 2009  |
| 4                                   | Duello in città 「運命の対決！立ちはだかるスターダスト・ドラゴン」 - Unmei no taiketsu! Tachi hadakaru Sutadasuto・Doragon – "Una resa dei conti segnata dal destino! La disputa per Drago Polvere di Stelle"                                                                    | 23 aprile 2008    | 4 giugno 2009  |
| 5                                   | I due draghi 「激突するエース・ドラゴン！スターダストVSレッド・デーモンズ」 - Gekitotsu suru esu・doragon! Sutadasuto VS Reddo・demonzu – "I draghi si scontrano! Drago Polvere di Stelle VS Arcidemone Drago Rosso"                                                             | 30 aprile 2008    | 9 giugno 2009  |
| 6                                   | Duello in prigione 「見てくれ！ワシの秘宝デッキ！」 - Mite kure! Washi no hihō dekki! – "Da' uno sguardo! Questo è il mio deck del tesoro!" | 7 maggio 2008     | 11 giugno 2009 |
| 7                                   | Il segno 「カードにこめた想い！水晶ドクロVS大牛鬼」 - Kado nikometa omoi! Suishō dokuro VS dai ushi oni – "I sentimenti delle carte! Teschio di cristallo VS Great Bull Ogre" | 14 maggio 2008    | 16 giugno 2009 |
| 8                                   | Un duello di fuoco 「満たされぬ魂 シグナーと伝説の竜」 - Mita sarenu tamashī - Shiguna to densetsu no ryū – "Le anime disperse - I predestinati ed i draghi leggendari" | 21 maggio 2008    | 18 giugno 2009 |
| 9                                   | Gioco scorretto 「カードにかける思い 仕組まれたライトニング・デスマッチ」 - Kado nikakeru omoi - Shikuma reta raitoningu・desumacchi – "I sentimenti per le carte - Scontro mortale pianificato ed "elettrificato""                                                              | 28 maggio 2008    | 23 giugno 2009 |
| 10                                  | La forza dell'amicizia 「デッキ0 チェーントラップのループを破れ」 - Dekki 0 chientorappu no rupu wo yabure – "Deck Zero! Spezza il loop delle trappole "catena"" | 4 giugno 2008     | 25 giugno 2009 |
| 11                                  | Missione impossibile 「特殊追跡デッキ再び 取り戻せ仲間との絆」 - Tokushu tsuiseki dekki futatabi - Tori modose nakama tono kizuna – "Piattaforma di tracciamento speciale - Ristora il legame con gli amici"                                                                     | 11 giugno 2008    | 30 giugno 2009 |
| 12                                  | La carta dell'amicizia 「死闘追跡！ 絆を紡げターボウォリアー」 - Shitō tsuiseki! Kizuna wo tsumuge tābōoriā – "L'inseguimento della morte! Intreccia i legami, Turbo Guerriero"                                                                                                  | 18 giugno 2008    | 2 luglio 2009  |
| 13                                  | Un duello da ricordare 「ダイヤル・オン！ うなれディーフォーマーデッキ」 - Daiyaru・on! Unare deifomadekki – "Componilo! Il Deck della deformazione" | 25 giugno 2008    | 7 luglio 2009  |
| 14                                  | La Rosa Nera 「現れるフォークロア破壊をもたらす「黒薔薇の魔女」」 - Arawareru fokuroa hakai wo motarasu (kuro bara no majo) – "Mostrati, Rosa Nera! La strega rosa nera, la portatrice della distruzione"                                                                        | 2 luglio 2008     | 9 luglio 2009  |
| 15                                  | Benvenuti alla Fortune Cup 「デュエル・オブ・フォーチューンカップ開幕 大空襲！！ジャイアントボマー・エアレ イド」 - Deyueru・obu・fochunkappu kaimaku ōzora shuu!! Jaiantoboma・eare ido – "La fortune cup ha inizio! Il grande assalto aereo! Fortezza Volante FUOCO-DAL-CIELO" | 9 luglio 2008     | 21 luglio 2009 |
| 16                                  | Il duello della Rosa Nera 「魔女再来、破滅の竜 ｢ブラック・ローズ・ドラゴン｣」 - Majo sairai, hametsu no ryū "burakku・rozu・doragon" – "Il ritorno della Strega - Il drago della distruzione, Drago Rosa Nera"                                                                   | 16 luglio 2008    | 23 luglio 2009 |
| 17                                  | L'intruso 「炎のリベンジャー スピードキング☆スカル・フレイム」 - Honō no ribenja supidokingu☆sukaru・fureimu – "Il vendicatore fiammengiante - Teschio Fiamma Supersonico" | 23 luglio 2008    | 28 luglio 2009 |
| 18                                  | Ritorno al mondo degli spiriti 「古の森 精霊世界への誘い」 - Ko no mori seirei sekai heno sasoi – "L'antica foresta: invito nel mondo degli spiriti" | 30 luglio 2008    | 30 luglio 2009 |
| 19                                  | La promessa 「汚染される精霊世界 悪なる意思 超魔神イド」 - Osen sareru seirei sekai aku naru ishi chō majin ido – "Il mondo degli spiriti contaminato- intento malvagio, Ido, la Forza Magica Suprema"                                                                           | 6 agosto 2008     | 4 agosto 2009  |
| 20                                  | Le eliminatorie 「譲れない想い 我が使命は故郷と共に」 - Yuzure nai omoi waga shimei ha kokyō to tomoni – "Sentimenti immutabili, La mia missione è per la mia città natia" | 13 agosto 2008    | 6 agosto 2009  |
| 21                                  | Una marcia in più 「復讐のボマー 悲しみのトラップ チャリオット・パイル」 - Fukushū no boma kanashimi no torappu chariotto・pairu – "Bommer il vendicatore. La trappola della tristezza, Punte Rotanti"                                                                           | 20 agosto 2008    | 11 agosto 2009 |
| 22                                  | Ombre dal passato 「暴かれる過去 デュエルプロファイラ-VS黒薔薇の魔女」 - Abaka reru kako deyuerupurofaira -VS kuro bara no majo – "Un lontano passato. Yusei VS La Strega Rosa Nera"                                                                                             | 27 agosto 2008    | 13 agosto 2009 |
| 23                                  | Il round finale 「決勝戦、仮面の奥に隠された心」 - Kesshōsen, kamen no oku ni kakusa reta kokoro – "Match Finale, il cuore nascosto dietro la maschera" | 3 settembre 2008  | 18 agosto 2009 |
| 24                                  | Scontro tra draghi 「ヴィクテム・サンクチュアリ 破壊を包む星となれ！スターダスト・ドラゴン」 - Vikutemu・sankuchuari hakai wo tsutsumu hoshi tonare! Sutadasuto・doragon – "Santuario delle Vittime! Diventa la stella che guarisce la distruzione! Drago Polvere di Stelle"     | 10 settembre 2008 | 20 agosto 2009 |
| 25                                  | La finale della Fortune Cup 「フォーチュンカップ ファイナル！孤高のキング ジャック・アトラス」 - Fochunkappu fainaru! Kokō no kingu jakku・atorasu – "Il gran finale della Fortune cup! Il solitario campione dei duelli Jack Atlas"                                             | 17 settembre 2008 | 25 agosto 2009 |
| 26                                  | La forza del drago 「シグナーたちの運命！赤き竜が導く未来！」 - Shiguna tachino unmei! Akaki ryū ga michibiku mirai! – "Il nostro destino da duellante! Il futuro guidato dal Drago Cremisi!"                                                                                    | 24 settembre 2008 | 27 agosto 2009 |

## Stagione 2
| Nº                                        | Titolo italiano Giapponese 「Kanji」 - Rōmaji - Traduzione letterale | In onda          | In onda           |
| Nº                                        | Titolo italiano Giapponese 「Kanji」 - Rōmaji - Traduzione letterale | Giapponese       | Italiano          |
| Arco dei Predestinati Oscuri (38 episodi) | |                  |                   |
| 27                                        | Nemici in agguato 「光なき世界 ダークシンクロ 氷結のフィッツジェラルド！」 - Hikari naki sekai dakushinkuro hyōketsu no Fittsujierarudo! – "Il mondo senza luce: Synchro Oscuro, Fitzgerald Congelato!"                                 | 1º ottobre 2008  | 29 agosto 2009    |
| 28                                        | Duelli e tenebre 「すべてを呑み込む闇 不滅のダークシグナー」 - Subetewo nomi komu yami fumetsu no dakushiguna – "Gli immortali terrestri inghiottono tutto- I Predestinati Oscuri della Distruzione"                                    | 8 ottobre 2008   | 5 settembre 2009  |
| 29                                        | Un duello improvvisato 「迫りくる脅威 ダークシグナー牛尾」 - Semari kuru kyōi dakushiguna ushio – "Una minaccia incombente- Ushio il Predestinato Oscuro"                                                                               | 15 ottobre 2008  | 12 settembre 2009 |
| 30                                        | La decisione di Yusei 「わが名はクロウ！飛べブラック・バード」 - Waga mei ha kurō! Tobe burakku・bado – "Il mio nome è Crow! Vola, Alanera."                                                                                            | 22 ottobre 2008  | 19 settembre 2009 |
| 31                                        | Di nuovo a casa 「故郷と仲間 再会のタッグライディング」 - Kokyō to nakama saikai no tagguraideingu – "Ritorno a casa e di nuovo amici, riprendono le corse insieme"                                                                     | 29 ottobre 2008  | 26 settembre 2009 |
| 32                                        | Segni oscuri 「自由の象徴 ダイダロスブリッジ」 - Jiyū no shōchō daidarosuburijji – "Il ponte Daedalus, simbolo di libertà" | 5 novembre 2008  | 3 ottobre 2009    |
| 33                                        | Amici di un tempo 「復讐の刧火！かっての友 鬼柳京介」 - Fukushū no gōka! Katteno tomo oni Yanagi Kyousuke – "Un amico venuto per la vendetta! Kyosuke Yanagi"                                                                           | 12 novembre 2008 | 10 ottobre 2009   |
| 34                                        | Il drago dai cento occhi 「ダークシンクロ！いでよワンハンドレッド・アイ・ドラゴン」 - Dakushinkuro! Ideyo wanhandoreddo・ai・doragon – "Il Synchro oscuro! Mostrati, Drago Dai Cento Occhi"                                             | 19 novembre 2008 | 17 ottobre 2009   |
| 35                                        | Ostaggi dell'ombra 「戦慄！地縛神コカパク・アプ」 - Senritsu! Jibakushin Kokapaku・apu – "La paura! Ccapac Apu l'Immortale Terrestre"                                                                                                   | 26 novembre 2008 | 31 ottobre 2009   |
| 36                                        | Una visita inaspettata 「勇気と力をドッキング！シンクロ召喚！パワー・ツール・ドラゴン」 - Yūki to chikara wo dokkingu! Shinkuro shōkan! Pawa・tsuru・doragon – "Il coraggio e la forza attraccano! Evocazione synchro! Drago Utensile!" | 3 dicembre 2008  | 7 novembre 2009   |
| 37                                        | Verità nascosta 「潜入！アルカディアムーブメント 私のターンなんだから！」 - Sennyū! Arukadeia Mūbumento watashi no tan nandakara! – "L'infiltrazione! Il movimento Arcadia, dunque è il mio turno!"                                     | 10 dicembre 2008 | 14 novembre 2009  |
| 38                                        | Trasformazione oscura 「蘇りし魂 燃えさかる新たなジオグリフ」 - Yomigaeri shi tamashī moe sakaru arata na jiogurifu – "La nuova fiamma ardente dell'anima rinata."                                                                      | 17 dicembre 2008 | 21 novembre 2009  |
| 39                                        | Presenze mostruose 「降臨！２体の地縛神」 - Kōrin! Nikkai no jibakushin – "Discendi! Il secondo Immortale Terrestre" | 24 dicembre 2008 | 28 novembre 2009  |
| 40                                        | Richiesta di aiuto 「戻れない過去 閉ざされた心の扉」 - Modore nai kako toza sareta kokoro no tobira – "Un passato irreversibile, la porta chiusa del cuore"                                                                             | 7 gennaio 2009   | 5 dicembre 2009   |
| 41                                        | Le parole di Yusei 「悲しみ故の憎悪！受け止めろスターダスト・ドラゴン」 - Kanashimi yueno zōo! Uke yamero sutādasuto・doragon – "L'odio nel dolore! Prendile, Drago polvere di stelle!"                                                 | 14 gennaio 2009  | 12 dicembre 2009  |
| 42                                        | Segni del tempo 「集結！赤き竜の戦士たち」 - Shūketsu! Akaki ryū no senshi tachi – "La fine! I guerrieri del Drago Cremisi" | 21 gennaio 2009  | 19 dicembre 2009  |
| 43                                        | I dubbi di Yusei 「それぞれの決意！心から信じられるもの」 - Sorezoreno ketsui! Kokoro kara shinji rarerumono – "Le decisioni di ognuno! Coloro che credono con tutto il cuore."                                                         | 28 gennaio 2009  | 26 dicembre 2009  |
| 44                                        | Mostri giullari 「神風を巻き起こせ！ブラックフェザー・アームズ・ウィング」 - Kamikaze wo maki oko se! Burakkufeza・amuzu・uingu – "Un kamikaze nero! Alanera Ala Armata"                                                                | 4 febbraio 2009  | 2 gennaio 2010    |
| 45                                        | Il segno del ragno 「対決！ 蜘蛛の痣をもつ男」 - Taiketsu! Kumo no shi wo motsu otoko – "Resa dei conti! L'uomo con il segno del ragno."                                                                                                | 11 febbraio 2009 | 9 gennaio 2010    |
| 46                                        | Nella tana del ragno 「17年前の真実 隠されたダークシグナーの罠」 - 17 nen mae no shinjitsu kakusareta dakushiguna no wana – "La trappola del Predestinato Oscuro! Veritá nascosta di 17 anni fa"                                        | 18 febbraio 2009 | 16 gennaio 2010   |
| 47                                        | Appuntamento col destino 「猿の地上絵の痣を持つ男」 - Saru no chijōe no shi wo motsu otoko – "L'uomo con il geoglifo della scimmia" | 25 febbraio 2009 | 23 gennaio 2010   |
| 48                                        | Spiriti in pericolo 「マイナスワールド 白き獅子レグルスを探せ」 - Mainasuwarudo shiroki shishi regurusu wo sagase – "Trovare Regulus il leone bianco nel Mondo Negativo"                                                                | 4 marzo 2009     | 30 gennaio 2010   |
| 49                                        | Un drago da salvare 「マイナスをつかさどる王 猿魔王ゼーマン」 - Mainasu wo tsukasadoru ōsaru maou Zeman – "Il re che governava il mondo degli spiriti, il demoniaco re scimmia Zeman"                                                   | 11 marzo 2009    | 20 marzo 2011     |
| 50                                        | Il sortilegio 「マイナスの呪い！捕らわれたエンシェント・フェアリードラゴン」 - Mainasu no noroi! Tora wareta enshiento・fearidoragon – "La maledizione del mondo degli spiriti! L'Antico Drago Fatato imprigionato."                    | 18 marzo 2009    | 26 marzo 2011     |
| 51                                        | Il nuovo predestinato oscuro 「転生せよ！ 限界突破のライディング・デュエル」 - Tenshō seyo! Genkai toppa no raideingu・deyueru – "Resuscita! Il duello turbo che supera i limiti"                                                       | 25 marzo 2009    | 27 marzo 2011     |
| 52                                        | Il duello della vendetta 「カードが紡ぐ想いの果てに」 - Kado ga tsumugu omoi no hate ni – "Alle estremità delle emozioni che muovono le carte"                                                                                          | 1º aprile 2009   | 2 aprile 2011     |
| 53                                        | Il duello prosegue 「吹きすさべ嵐 ブラックフェザー孤高のシルバー・ウィンド」 - Fuki susabe arashi burakkufeza kokō no shiruba・uindo – "Venti che soffiano velocemente, Alanera - Alargento il Dominatore"                              | 8 aprile 2009    | 3 aprile 2011     |
| 54                                        | Un conto in sospeso 「ラストデュエル！チームサティスファクション」 - Rasutodeyueru! Chimusateisufakushon – "L'ultimo duello! Team Satisfaction"                                                                                         | 15 aprile 2009   | 9 aprile 2011     |
| 55                                        | Un'amicizia da riscattare 「仲間達の想い、救世竜セイヴァー・ドラゴン」 - Nakamatachi no omoi, kyuuyo ryū - Seiva・doragon – "La sincerità dei compagni! Il drago salvatore Drago Stellare Maestoso"                                     | 22 aprile 2009   | 10 aprile 2011    |
| 56                                        | Il volere del destino 「１７年前の誓い モーメントが導く運命」 - 17 nenmae no chikai mōmento ga michibiku unmei – "La promessa di 17 anni fa: il destino guidato dal Momentum"                                                           | 29 aprile 2009   | 16 aprile 2011    |
| 57                                        | Destino e volontà 「心の闇 残された最後の希望」 - Kokoro no yami nokosareta saigo no kibō – "L'oscurità nascosta nel cuore! L'ultima speranza rimasta."                                                                                 | 6 maggio 2009    | 17 aprile 2011    |
| 58                                        | Le ombre del dubbio 「その先にある運命！地獄の覇者ダークキング」 - Sono sakini aru unmei! Jigoku no hasha dakukingu – "Il mio destino è più avanti! Il re supremo dell'inferno, Dark King"                                              | 13 maggio 2009   | 30 aprile 2011    |
| 59                                        | Il risveglio di Carly 「孤高の光 セイヴァー・デモン・ドラゴン」 - Kokō no hikari, seiva・demon・doragon – "La luce solitaria, Drago Rosso Maestoso"                                                                                     | 20 maggio 2009   | 1º maggio 2011    |
| 60                                        | La verità e le sue conseguenze 「サッド・ストーリー～悲しみの記憶～」 - Saddo・sutori ~ Kanashimi no kioku ~ – "Triste Storia - Dolorosa memoria"                                                                                       | 27 maggio 2009   | 7 maggio 2011     |
| 61                                        | Amore fraterno 「真実の果てに」 - Shinjitsu no hate ni – "Alla fine della verità" | 3 giugno 2009    | 8 maggio 2011     |
| 62                                        | I segni della sventura 「最後の戦い！ 2つの神をもつ男」 - Saigo no tatakai! Futatsu no kami wo motsu otoko – "L'ultima battaglia! L'uomo con due divinitá."                                                                             | 10 giugno 2009   | 14 maggio 2011    |
| 63                                        | Per la salvezza del mondo 「最強の地縛神！ウィラコチャラスカ！」 - Saikyō no jibakushin! Wirakocharasuka! – "L'Immortale Terrestre più forte! Wiraqocha rasca!"                                                                         | 17 giugno 2009   | 15 maggio 2011    |
| 64                                        | La battaglia finale 「オレ達の未来へ！」 - Oretachi no mirai e! – "Verso il nostro futuro!" | 24 giugno 2009   | 21 maggio 2011    |

## Stagione 3
| Nº                                                     | Titolo italiano Giapponese 「Kanji」 - Rōmaji - Traduzione letterale | In onda           | In onda        |
| Nº                                                     | Titolo italiano Giapponese 「Kanji」 - Rōmaji - Traduzione letterale | Giapponese        | Italiano       |
| Arco dei Gran Premio mondiale delle corse (28 episodi) | |                   |                |
| 65                                                     | Una nuova minaccia 「新たなる脅威」 - Aratanaru kyōi – "Una nuova minaccia" | 1º luglio 2009    | 7 maggio 2011  |
| 66                                                     | La prova dell'evoluzione 「進化の証 シンクロモンスター」 - Shinka no shō - Shinkuromonsutā – "Simbolo di evoluzione - I mostri Synchro"                                                                | 8 luglio 2009     | 8 maggio 2011  |
| 67                                                     | I valori dell'accademia 「デュエルアカデミアの伝統！ アンティーク・ギアゴーレム」 - Deyueruakademia no dentō! Anteīku・Giagōremu – "Le tradizioni dell'accademia dei duelli! Golem Ingranaggio Antico" | 15 luglio 2009    | 14 maggio 2011 |
| 68                                                     | Vecchi ricordi 「老人の記憶 くず鉄ファミリーデッキ」 - Rōjin no Kioku Kuzutetsu Famirī Dekki – "I ricordi di Eldery - Il deck di famiglia dei rottami"                                                 | 22 luglio 2009    | 15 maggio 2011 |
| 69                                                     | La minaccia 「脅威！ローントークン地獄」 - Kyōi! Rōntōkun jigoku – "Una minaccia! L'Inferno dei Segna-Prestito"                                                                                        | 29 luglio 2009    | 21 maggio 2011 |
| 70                                                     | Il bosco delle sparizioni misteriose 「神隠しの森 スリーピービューティ」 - Kamikakushi no mori - Surīpī byūtī – "La foresta incantata - Bella Addormentata"                                            | 8 agosto 2009     | 22 maggio 2011 |
| 71                                                     | Il rapimento di Yusei 「捕われた遊星」 - Torawareta Yusei – "Yusei catturato" | 12 agosto 2009    | 23 maggio 2011 |
| 72                                                     | Duellanti in sintonia 「風の中にあるもの」 - Kaze no naka ni arumono – "Cosa giace nel vento" | 19 agosto 2009    | 24 maggio 2011 |
| 73                                                     | Un teppista nei guai 「シンクロ召喚を封じた先…」 - Synchro shōkan o fūjita saki... – "Dopo che l'evocazione dei mostri Synchro è sigillata..."                                                         | 26 agosto 2009    | 25 maggio 2011 |
| 74                                                     | Alla velocità della luce 「さらなる進化！アクセルシンクロ」 - Saranaru shinka! Akuseru Shinkuro – "Ulteriore evoluzione! Accel Synchro"                                                                | 2 settembre 2009  | 26 maggio 2011 |
| 75                                                     | Una difficile prova 「十六夜アキ アクセラレーション！」 - Izayoi Aki - Akuserarēshon! – "Akiza Izinski - Accelerazione!"                                                                               | 9 settembre 2009  | 27 maggio 2011 |
| 76                                                     | Un duello truccato 「誇り高きデーモン デーモンカオスキング」 - Hokori takaki dēmon - Dēmonkaosukingu – "L'orgoglioso demone - Arcidemone Re del Caos"                                                  | 16 settembre 2009 | 30 maggio 2011 |
| 77                                                     | Il nuovo compagno di classe 「登場！スーパーエリート転校生」 - Tōjō! Sūpā erīto tenkōsei – "Arriva! Il nuovo studente della super élite"                                                               | 23 settembre 2009 | 31 maggio 2011 |
| 78                                                     | I temibili mostri Skiel 「甦る悪夢！機皇帝スキエル∞」 - Yomigaeru akumu! Kikōtei Sukieru ∞ – "La rinascita di un incubo! L'imperatore macchina Skiel Infinito"                                         | 30 settembre 2009 | 1º giugno 2011 |
| 79                                                     | L'organizzazione segreta 「まだ見ぬ世界へ」 - Madaminu sekai e – "Verso un mondo ancora sconosciuto"                                                                                                   | 7 ottobre 2009    | 2 giugno 2011  |
| 80                                                     | Un genio dei motori 「謎のスーパーメカニック」 - Nazo no sūpā mekanikku – "Il misterioso super meccanico"                                                                                              | 14 ottobre 2009   | 3 giugno 2011  |
| 81                                                     | L'inseguimento di Lazar 「イェーガー捕獲作戦!」 - Iēgā hokaku sakusen! – "Operazione catturare Yeagar!"                                                                                                | 21 ottobre 2009   | 8 giugno 2011  |
| 82                                                     | Un piano diabolico 「不動遊星 敗北確率100%!」 - Fudō Yūsei - Haiboku kakuritsu 100%! – "Yusei Fudo - Il 100% di possibilità di sconfitta!"                                                             | 28 ottobre 2009   | 7 giugno 2011  |
| 83                                                     | L'indiziato 「容疑者！？ジャック・アトラス」 - Yōgisha!? Jakku Atorasu – "Impostore!? Jack Atlas" | 4 novembre 2009   | 6 giugno 2011  |
| 84                                                     | Un altro Jack 「もう一人のジャック」 - Mōhitori no Jakku – "Un altro Jack" | 11 novembre 2009  | 9 giugno 2011  |
| 85                                                     | L'orologio rotto 「ポッポタイムの古時計」 - Poppotaimu no furudokei – "L'antico orologio del Poppo Time"                                                                                               | 18 novembre 2009  | 10 giugno 2011 |
| 86                                                     | La città nel deserto 「クラッシュタウン」 - Kurasshutaun – "Crashtown" | 25 novembre 2009  | 13 giugno 2011 |
| 87                                                     | La resa dei conti 「鬼柳救出! さまよえる決闘者（デュエリスト）の街」 - Oniyanagi Kyūshutsu! Samayoeru kettō sha (deyuerisuto) no machi – "Salvate Kalin! La città dei duellanti vagabondi"             | 2 dicembre 2009   | 14 giugno 2011 |
| 88                                                     | Un'amara sorpresa 「勝利の先にある罠」 - Shōri no saki ni aru wana – "La trappola posta in faccia alla vittoria"                                                                                       | 9 dicembre 2009   | 15 giugno 2011 |
| 89                                                     | Due bambini coraggiosi 「ガトリング・オーガの恐怖」 - Gatoringu Ōga no kyōfu – "Il terrificante Orco Gatling"                                                                                          | 16 dicembre 2009  | 16 giugno 2011 |
| 90                                                     | L'eroe 「死闘のライディングデュエル」 - Shitō no raidingu deyueru – "Il duello turbo mortale" | 23 dicembre 2009  | 17 giugno 2011 |
| 91                                                     | Piccoli ostaggi 「タッグデュエル 鬼柳・遊星VSロットン」 - Taggu deyueru - Oniyanagi・Yūsei VS Rotton – "Duello tag - Kalin e Yusei VS Lotten"                                                          | 6 gennaio 2010    | 20 giugno 2011 |
| 92                                                     | Il duello finale 「サティスファクション」 - Satisufakushon – "Soddisfazione" | 13 gennaio 2010   | 21 giugno 2011 |

## Stagione 4
| Nº  | Titolo italiano Giapponese 「Kanji」 - Rōmaji - Traduzione letterale | In onda           | In onda           |
| Nº  | Titolo italiano Giapponese 「Kanji」 - Rōmaji - Traduzione letterale | Giapponese        | Italiano          |
| 93  | Allarme bomba 「戦慄！主従の覚悟!!」 - Senritsu! Shujū no kakugo!! – "Trema dalla paura! La risoluzione del maestro e del servo!!" | 20 gennaio 2010   | 22 giugno 2011    |
| 94  | La scomparsa di Pearson 「追憶 朋友が託した遺志」 - Tsuioku - Hōyū ga takushita ishī – "Ricordi - Il lascito affidatomi da un amico in punto di morte"                                                                                         | 27 gennaio 2010   | 23 giugno 2011    |
| 95  | Errore di valutazione! 「舞い上がれ！ブラックフェザー・ドラゴン!!」 - Maigare! Burakku fezā・doragon!! – "Librati! Drago Ali Nere!!" | 3 febbraio 2010   | 24 giugno 2011    |
| 96  | Nasce il team 5D's 「結成！チーム5D's」 - Kessei! Chīmu 5D's – "Riunione! La squadra 5D's" | 10 febbraio 2010  | 27 giugno 2011    |
| 97  | Duello sospeso 「絶望と葛藤の先に」 - Zetsubō to kattō no sakini – "Dopo la disperazione ed il conflitto" | 17 febbraio 2010  | 28 giugno 2011    |
| 98  | Il cambio del deck 「WRGP開幕 チーム5D'sVSチームユニコーン」 - WRGP kaimaku - Chīmu 5D's VS Chīmu Yunikōn – "La WRGP comincia - La squadra 5D's contro la squadra Unicorn"                                                                     | 24 febbraio 2010  | 29 giugno 2011    |
| 99  | Il primo duello di Akiza 「燃えろ! フェニキシアン・クラスター・アマリリス」 - Moero! Fenikishian kurasutā amaririsu – "Brucia! Grappolo di Amarillidi di Fenice"                                                                               | 3 marzo 2010      | 30 giugno 2011    |
| 100 | L'ultimo duellante 「窮地 ラスト・ホイーラー遊星」 - Kyūchi - Rasuto・hoīrā Yusei – "Dilemma - Yusei, l'ultimo duellante turbo" | 10 marzo 2010     | 1º luglio 2011    |
| 101 | Uniti per vincere! 「フォア・ザ・チーム」 - Foa・za・chīmu – "Per la squadra" | 17 marzo 2010     | 4 luglio 2011     |
| 102 | La vittoria può attendere 「ただ勝利の為に」 - Tada shōri no tameni – "Solo per la vittoria" | 24 marzo 2010     | 5 luglio 2011     |
| 103 | Rivalità e stima 「戦いの果てに得たもの」 - Tatakai no hate ni eta mono – "Il bottino della battaglia" | 31 marzo 2010     | 6 luglio 2011     |
| 104 | Il riscatto di Crow 「破滅の使者 チームカタストロフ」 - Hametsu no shisha - Chīmu Katasutorofu – "Messaggeri di distruzione - Team Catastrofe"                                                                                                 | 7 aprile 2010     | 7 luglio 2011     |
| 105 | Minaccia oscura 「闇のカード ヒドゥン・ナイト －フック－」 - Yami no kādo - Hidun・naito - Hukku - – "La carta delle tenebre - Gancio il Cavaliere Nascosto"                                                                                   | 14 aprile 2010    | 8 luglio 2011     |
| 106 | Tutti contro tutti 「ゴースト氾濫! 恐怖のバトル・ロイヤル・モード」 - Gōsuto hanran! Kyōfu no batoru roiyaru mōdo – "Il fantasma dell'alluvione! La battaglia terrificante in modalità royale"                                                 | 21 aprile 2010    | 11 luglio 2011    |
| 107 | Massima concentrazione! 「覚醒!! 揺るがなき境地 クリア・マインド」 - Kakusei!! Yuru ganaki kyōchi - Kuria・maindo – "Sveglia!! Punto di vista incrollabile - Clear Mind"                                                                       | 28 aprile 2010    | 12 luglio 2011    |
| 108 | La città in pericolo 「蘇る恐怖 機皇帝ワイゼル」 - Yomigaeru kyōfu - Ki Kōtei Waizeru – "Il terrore rinato - Meklord Wisel" | 5 maggio 2010     | 13 luglio 2011    |
| 109 | Destino e volontà 「アクセル・シンクロ! 生来せよ! シューティング・スター・ドラゴン!」 - Akaseru・Shinkuro! Seirai seyo! Shūteingu・Sutā・Doragon! – "Synchro Cosmici! Nasce! Drago Stella Cadente!"                                            | 12 maggio 2010    | 14 luglio 2011    |
| 110 | Attacco simultaneo 「イリアステルの三皇帝」 - Iriasuteru no san kōtei – "I tre imperatori di Yliaster" | 19 maggio 2010    | 15 luglio 2011    |
| 111 | Un nuovo modo di combattere 「古の地 ナスカヘ!」 - Ko no chi - Nasukahe! – "L'antica terra - A Nazca!" | 26 maggio 2010    | 18 luglio 2011    |
| 112 | Il servitore del demone cremisi 「紅蓮の悪魔」 - Guren no akuma – "Il Demone Cremisi" | 2 giugno 2010     | 19 luglio 2011    |
| 113 | Il potere del demone cremisi 「燃え滾る魂! スカーレッド・ノヴァ・ドラゴン」 - Moe tagiru tamashī! Sukāreddo・nova・doragon – "Anima infiammata! Drago Nova Rossa"                                                                              | 9 giugno 2010     | 20 luglio 2011    |
| 114 | Una trappola per Lazar 「イェーガー捕獲作戦Ⅱ」 - Iēgā hokaku sakusen Ⅱ – "Operazione di cattura di Jegger II" | 16 giugno 2010    | 21 luglio 2011    |
| 115 | La ricerca della password 「ライディングデュエル!! 謎に迫れ!」 - Raideingudeyueru!! Nazo ni semare! – "Incalzalo circa il mistero!! Il finale del duello turbo!"                                                                               | 23 giugno 2010    | 22 luglio 2011    |
| 116 | Duello a carte coperte 「モーメント・エクスプレス開発機構」 - Mōmento・Ekusupuresu kaihatsu ki kō – "L'agenzia di sviluppo Ener-D" | 30 giugno 2010    | 25 luglio 2011    |
| 117 | Il coraggio di Lazar 「歪められた過去」 - Hizume rareta kako – "Il passato distorto" | 7 luglio 2010     | 26 novembre 2011  |
| 118 | Nuovi amici per Leo 「新たなるライバル」 - Arata naru raibaru – "I nuovi rivali" | 14 luglio 2010    | 27 novembre 2011  |
| 119 | Forza di volontà 「鉄壁のスクラム! 強硬守備を打ち砕け!」 - Teppeki no sukuramu! Kyōkō shubi o uchikudake! – "La mischia invincibile! Rompere la difesa impenetrabile!"                                                                         | 21 luglio 2010    | 3 dicembre 2011   |
| 120 | Duellando in difesa 「想いをつなげ! 手をつなぐ魔人」 - Omoi o tsunage! Te o tsunagu Majin – "Lega quei sentimenti! Genio Stretta di Mani" | 28 luglio 2010    | 4 dicembre 2011   |
| 121 | Una tattica vincente 「奇跡の切り札 眠れる巨人ズシン!」 - Kiseki no kirifuda - Nemureru kyojin Zushin! – "La miracolosa carta vincente - Zushin il Gigante Dormiente!"                                                                         | 4 agosto 2010     | 10 dicembre 2011  |
| 122 | Un mostro imbattibile 「信じる力! 最強の巨人ズシンＶＳシューティング・スター・ドラゴン」 - Shinjiru chikara! Saikyō no kyojin Zushin VS Shūteingu・Sutā・Doragon – "Credi nel potere! Il gigante più forte Zushin contro Drago Stella Cadente" | 11 agosto 2010    | 11 dicembre 2011  |
| 123 | La nascita del team Ragnarok 「ルーンの瞳のデュエリスト」 - Rūn no hitomi no deyuerisuto – "I duellanti con la runa nell'occhio" | 18 agosto 2010    | 17 dicembre 2011  |
| 124 | Il riscatto di Dragan 「傷つけられたプライド」 - Kizutsu kerareta puraido – "Orgoglio ferito" | 25 agosto 2010    | 18 dicembre 2011  |
| 125 | Uno scontro ad alto livello 「魂の戦い！極神皇トールVSスカーレット・ノヴァ・ドラゴン」 - Tamashī no tatakai! Kyoku kami kō tōru VS sukāretto・nova・doragon – "Anime in lotta! Thor, il signore degli dei contro Drago nova rossa"             | 1º settembre 2010 | 13 settembre 2016 |
| 126 | La sconfitta di Jack 「降臨！第二の神 極神皇ロキ」 - Kōrin! Daini no kami - Kyoku kami kō Roki – "Scende in campo! Il secondo dio - Loki, signore degli dei"                                                                                   | 8 settembre 2010  | 13 settembre 2016 |
| 127 | Il sostegno dei piccoli amici 「運命を賭けた黒い羽」 - Umnei o kaketa kuroi hane – "Duello feroce! Cavalcando il destino sulle ali nere" | 15 settembre 2010 | 13 settembre 2016 |
| 128 | Yusei non si arrende mai 「不死身の三極神！ 叫べ、セイヴァー・スター・ドラゴン！」 - Fujimi no san kyoku kami! Sakebe, seivā・sutā・doragon! – "I tre dei immortali! Grida, Drago Stellare Maestoso!"                                          | 22 settembre 2010 | 13 settembre 2016 |
| 129 | Il team 5D's va in finale 「ギャラルホルン！終焉へのカウントダウン」 - Gyararuhorun! Shūen heno kauntodaun – "Gjallarhorn! Conto alla rovescia verso la fine"                                                                                  | 29 settembre 2010 | 14 settembre 2016 |

## Stagione 5
| Nº  | Titolo italiano Giapponese 「Kanji」 - Rōmaji - Traduzione letterale | In onda          | In onda           |
| Nº  | Titolo italiano Giapponese 「Kanji」 - Rōmaji - Traduzione letterale | Giapponese       | Italiano          |
| 130 | Una squadra di amici 「未来へつなぐ、仲間との絆」 - Mirai hetsunagu, nakama tono kizuna – "Legato al futuro, obbligazioni ai nostri compagni"                                                                                | 6 ottobre 2010   | 14 settembre 2016 |
| 131 | Inizia la finale 「未来を賭けた戦い！機皇帝スキエルVSスカーレッド・ノヴァ・ドラゴン」 - Mirai o kake ta tatakai! Ki kōtei Sukieru VS sukāreddo・nova・doragon – "Lotta per il futuro! Meklord Skiel contro Drago Nova Rossa" | 13 ottobre 2010  | 14 settembre 2016 |
| 132 | Vittorie sospette 「強襲！！機皇帝ワイゼル」 - Kyōshū!! Ki kōtei Waizeru – "Una lotta intensa!! Meklord Wisel" | 20 ottobre 2010  | 14 settembre 2016 |
| 133 | Crow contro Jacob 「立ちはだかる巨帝！機皇帝グランエル」 - Tachihadakaru kyo mikado! Ki kōtei Guran'eru – "La minaccia incombente! Meklord Grannel"                                                                          | 27 ottobre 2010  | 14 settembre 2016 |
| 134 | Presagi dal futuro 「破滅の道！ シンクロ召喚が行きつく未来」 - Hametsu no michi! Shinkuro shōkan ga ikitsuku mirai – "La strada della rovina! Il futuro favorito dall'evocazione Synchro"                                    | 10 novembre 2010 | 15 settembre 2016 |
| 135 | Duello nelle strade 「絶望の魔人！機皇帝マシニクルインフィニティ・キュービック」 - Zetsubō no majin! Ki kōtei Mashinikuruinfinitei・kyūbikku – "Il diavolo della disperazione! Meklord Astro Mekanikle!"                     | 17 novembre 2010 | 15 settembre 2016 |
| 136 | L'amicizia e la speranza 「決死の攻防！機皇神VSシンクロモンスタ」 - Kesshi no kōbō! Ki kō kami VS shinkuromonsuta – "Una battaglia del tutto per tutto! Il divino Meklord contro i mostri Synchro"                           | 24 novembre 2010 | 15 settembre 2016 |
| 137 | Il destino della città 「迫りくる恐怖 神の居城「アーククレイドル」」 - Semari kuru kyōfu - Kami no kyojō (a^kukureidoru) – "Terrore in avvicinamento - La cittadella di Dio "la culla dell'arca""                            | 1º dicembre 2010 | 15 settembre 2016 |
| 138 | Una missione per Yusei 「未来への架け橋 虹の橋ビフレスト」 - Mirai heno kakehashi - Niji no hashi Bifuresuto – "Il cammino verso la culla dell'arca - Il ponte arcobaleno Bifrost"                                           | 8 dicembre 2010  | 15 settembre 2016 |
| 139 | Una doppia realtà 「幻惑のフィールド！エコール・ド・ゾーン」 - Genwaku no fīrudo! Ekōru・do・Zoon – "La terrificante carta magia terreno! École de Zone"                                                                     | 15 dicembre 2010 | 25 agosto 2017    |
| 140 | Un bivio tra passato e futuro 「魂縛門！ 封じられた未来！」 - Tamashī baku mon! Fūji rareta mirai! – "Il cancello dell'anima vincolante! Il futuro proibito!"                                                                | 22 dicembre 2010 | 16 settembre 2016 |
| 141 | Vecchie ferite 「絶望のデュエル！起動要塞フォルテシモ！」 - Zetsubō no deyueru! Kidō yōsai Foruteshimo! – "Il duello della disperazione! Fortissimo, la fortezza mobile!"                                                    | 28 dicembre 2010 | 16 settembre 2016 |
| 142 | La luce della speranza 「生死を懸けた闘い！機皇神龍アステリスク」 - Seishi o kake ta tatakai! Ki kō shinryū Asuterisuku – "Una battaglia di vita o morte! Meklord Astro Asterisk"                                            | 5 gennaio 2011   | 16 settembre 2016 |
| 143 | La vera identità di Bruno 「命の奇跡！ ライフ・ストリーム・ドラゴン！！」 - Inochi no kiseki! Raifu・sutorīmu・doragon!! – "Il miracolo della vita! Drago Fonte della Vita!!"                                                | 12 gennaio 2011  | 16 settembre 2016 |
| 144 | Duello tra le fiamme 「未来の為の死闘！終焉の起源」 - Mirai no tameno shitō! Shūen no kigen – "L'inizio della fine! Una battaglia per il futuro"                                                                             | 19 gennaio 2011  | 16 settembre 2016 |
| 145 | L'ultima carta 「光より速く！！」 - Hikari yori hayaku!! – "Più veloce della luce!!" | 26 gennaio 2011  | 19 settembre 2016 |
| 146 | Il duello della speranza 「最後の一人 ZONE」 - Saigo no hitori - ZONE – "L'ultimo umano - ZONE" | 2 febbraio 2011  | 19 settembre 2016 |
| 147 | Una strategia sbagliata 「未来へつなぐ希望！」 - Mirai hetsunagu kibō! – "Una speranza per il futuro!" | 9 febbraio 2011  | 19 settembre 2016 |
| 148 | Gli amici combattono insieme 「ただ1枚に懸けた勝機」 - Tada 1 mai ni kake ta shōki – "Una possibilità per ribaltare la situazione"                                                                                           | 16 febbraio 2011 | 19 settembre 2016 |
| 149 | Il sosia di Yusei 「蘇った英雄」 - Yomigatta ēyū – "L'eroe rinato" | 23 febbraio 2011 | 20 settembre 2016 |
| 150 | L'unione fa la forza 「父が託した想い」 - Chichi ga takushi ta omoi – "I sentimenti confidati da mio padre" | 2 marzo 2011     | 20 settembre 2016 |
| 151 | I mostri indistruttibili 「集いし願い」 - Tsudoi shi negai – "Desideri raggruppati" | 9 marzo 2011     | 20 settembre 2016 |
| 152 | Una bella rimpatriata 「放送日」 - Hōsōbi – "Muovendosi verso il futuro" | 23 marzo 2011    | 21 settembre 2016 |
| 153 | Combattimento tra amici 「ぶつかり合う魂！」 - Butsukari au tamashī! – "Anime che si scontrano!" | 30 marzo 2011    | 21 settembre 2016 |
| 154 | Missione conclusa 「光り差す未来へ」 - Hikari sasu mirai he – "Risplendere per il futuro" | 30 marzo 2011    | 21 settembre 2016 |

## Pubblicazione

### Giappone
Gli episodi di Yu-Gi-Oh! 5D's sono stati pubblicati per il mercato home video nipponico in box da più DVD dal 17 settembre 2008 al 21 settembre 2011.
| Volume | Episodi | Data              |
| ------ | ------- | ----------------- |
| 1      | 1-12    | 17 settembre 2008 |
| 2      | 13-24   | 17 dicembre 2008  |
| 3      | 25-36   | 18 marzo 2009     |
| 4      | 37-48   | 17 giugno 2009    |
| 5      | 49-60   | 25 settembre 2009 |
| 6      | 61-72   | 16 dicembre 2009  |
| 7      | 73-84   | 17 marzo 2010     |
| 8      | 85-96   | 16 giugno 2010    |
| 9      | 97-108  | 15 settembre 2010 |
| 10     | 109-120 | 15 dicembre 2010  |
| 11     | 121-132 | 16 marzo 2011     |
| 12     | 133-144 | 15 giugno 2011    |
| 13     | 145-154 | 21 settembre 2011 |